# Chattes
Pour les articles homonymes, voir Chatte.
Les Chattes (latin chatti) ou Cattes sont un peuple germanique ancien qui s'était établi au début de l'ère chrétienne dans la région du cours supérieur de la Weser et de l'Eder. 
Redoutables fantassins, ils ont donné naissance à l'actuelle Hesse (Hattes ou Hesse) et à la Franconie au-dessus du Main. Les Bataves seraient un rameau issu des Chattes.

## Histoire
Les Chattes sont cités par Pline l'Ancien, vers 75, comme membres d'une fédération ethnique avec les Suèves et les Chérusques. Excepté le nom de celle-ci — les Herminones — on ignore à peu près tout ce qui la concerne : la nature même de cette alliance reste obscure. On sait aussi que les Bataves faisaient originellement partie des Chattes, comme les Mattiaques (Tacite, Germania), mais ces derniers se tournèrent assez vite vers Rome plutôt que vers les peuples demeurés « libres » de la Germanie intérieure.
La tribu fait partie des peuples germains conquis sous le règne de l'empereur Auguste entre -12 avec la conquête de Drusus, et l'an 9 avec la rébellion d'Arminius et le retrait des troupes romaines de la province. Les Chattes participèrent à l'insurrection menée par Arminius qui conduisit à la perte des légions romaines de Varus, lors de la bataille de Teutoburg (9) : les Chattes comptent ainsi parmi les acteurs principaux de la fin de l'expansion romaine au-delà du Rhin.
À la suite de cet épisode et au cours du Ier siècle de notre ère, le limes rhénan fut établi au sud de leurs territoires, non sans que plusieurs heurts aient eu lieu auparavant. 
Leur capitale, Mattium, dans la Hesse, fut incendiée lors de la campagne transrhénane de Germanicus († en 19). Selon Tacite, leur prince était, à cette époque, un certain Arpus.
Vers 37, les Chattes, qui accomplissaient leurs pillages jusqu'au territoire des Ubiens, d'où était originaire Agrippine, firent l'objet d'une campagne punitive romaine menée par Lucius Pomponius : lors de celle-ci, le général libéra des Romains qui avaient été capturés et réduits en esclavage à l'époque de Varus (Tacite, Annales). Les Chattes furent contraints de négocier la paix et durent envoyer des otages à Rome : parmi ces derniers devait se trouver la fille du prince des Chattes, Catumerus, dont le fils devint à son tour roi des Chérusques (Tacite, op. cit. XI, 16).
En 70, une révolte fut menée, au départ pour soutenir un autre candidat à la dignité impériale, par le Batave Civilis, qui était officier et citoyen romain. Cette révolte prit ensuite un tour anti-romain lorsque le candidat originellement soutenu fut tué (Vitellius). 
Établi dans l'Empire, Civilis n'hésita pas alors à aller chercher de l'aide pour l'occasion chez les Chattes, de l'autre côté du Rhin. Il fut finalement vaincu par les troupes demeurées fidèles au nouvel empereur. 
L'empereur Domitien (81 – 96 apr. J.-C.) affronta encore les Chattes parmi d'autres peuples de Germanie intérieure (Suétone).
D'après Ferdinand Lot, il est probable qu'au Ve siècle ils se soient établis sur le cours inférieur de la Moselle et qu'ils aient colonisé l'est du département de la Moselle (la vallée de la Moselle est occupée par les Francs en 454, ). 
La région d'origine des Chattes commença à se convertir au christianisme au début du VIIIe siècle de notre ère, sous l'action du missionnaire Saint Boniface. Ce dernier fit abattre un chêne sacré leur appartenant en 723, près de Fritzlar.
Le nom de la Hesse trouve son étymologie dans le nom des Chattes.

## Données culturelles
Tacite, dans ses Annales, évoque un affrontement entre les Chattes et les Hermundures : il mentionne alors que les premiers prêtaient un caractère sacré aux rivières et aux forêts où l'on produit du sel et qu'ils pouvaient dédier leurs guerriers à Mars avant le combat, ce qui entraînait la mise à mort dans le cas où ils étaient les perdants de la bataille.
Enfin, dans La Germanie, il nous apprend que dès la puberté, les Chattes se laissaient pousser la barbe et les cheveux et que même les plus braves portaient un anneau de fer en guise de marque d'infamie, jusqu'à ce qu'ils aient tué leur premier adversaire au combat.

## Géologie
L'étage stratigraphique chattien a été défini par Theodor Fuchs en 1894, à partir du nom du peuple des Chattes.